# Periphrase
Eine Periphrase ist eine erweiternde Umschreibung eines Ausdrucks; altgriechisch περίφρασις períphrasis, deutsch ‚Umschreibung‘ (lateinisch circumlocutio), ist abgeleitet von altgriechisch περί perí, deutsch ‚um herum‘ und φράζειν phrazein, deutsch ‚reden‘. In einem weiteren Sinne, der in der Stilistik und Rhetorik beheimatet ist, steht der Terminus für jeglichen komplexen Ausdruck, der dasselbe bezeichnet wie ein konventioneller einfacherer Ausdruck. In einem engeren Sinne, der in der Linguistik beheimatet ist, steht er für einen bestimmten Typ von komplexer grammatischer Konstruktion, die wie eine einzelne flektierte Wortform fungiert.

## Periphrase in der Stilistik und Rhetorik
Periphrasen gibt es für alle Kategorien von Ausdrücken, unter anderem sowohl für Gattungsnamen (Appellativa) als auch für Eigennamen, wie in den folgenden Beispielen:
- Halbgötter in Weiß (Ärzte)
- der Vater des Wirtschaftswunders (Ludwig Erhard)
- gepresste Milch (Käse)
- jenes höhere Wesen, das wir verehren (Gott)
- der Allmächtige (Gott)
- das Auge des Gesetzes (Polizei)
- das Land, wo Milch und Honig fließen, das gelobte Land (Kanaan)
- das Heilige Land (Israel)
- der Korse (Napoleon)

Periphrasen werden oft verwendet, um die Wiederholung eines Ausdrucks zu vermeiden. Sie werden auch gebraucht, um Sachverhalte euphemistisch auszudrücken, z. B. aus dem Leben scheiden statt sterben.
Dieser Begriff von Periphrase ist nah an dem Begriff Paraphrase.

## Periphrase in der Linguistik
Eine Periphrase oder periphrastische Konstruktion ist eine grammatikalische Konstruktion, welche eine bestimmte grammatikalische Funktion erfüllt, die auch durch Flexion eines einzelnen Worts erfüllt werden kann oder könnte. In diesem Sinne ist dt. von Peter eine Periphrase zu Peters. Das Verhältnis zwischen der Periphrase und der einfachen Form kann synchron oder diachron sein. Im gegebenen Beispiel ist es synchron. Der lateinische Genitiv wie in Petri („Peters“) wird im Französischen durch eine Periphrase wie in de Pierre ersetzt; hier ist das Verhältnis diachron.
Die vorausgesetzte grammatikalische Funktion wird in der Periphrase durch ein grammatikalisches Hilfswort, in den Beispielen durch von bzw. de, erfüllt, während sie in der verglichenen einfachen Form durch eine morphologische Veränderung des Basisworts, hier die Genitivendung, erfüllt wird.
Das vorausgesetzte Verhältnis zwischen einer Periphrase und einem einfachen Wort kann auch zwischen verschiedenen Formen eines Flexionsparadigmas bestehen. Z.B. wird das Präteritum im Deutschen durch Konjugation des Verbs ausgedrückt, etwa lebte, während das Perfekt periphrastisch gebildet wird, nämlich hat gelebt. Die Bildung der in einem solchen Verhältnis stehenden einfachen vs. periphrastischen Formen nennt man auch synthetisch vs. analytisch (Schlegel 1818). Wegen des genannten paradigmatischen Verhältnisses, in dem eine periphrastische Form steht, spricht man auch von periphrastischer oder analytischer Flexion. Dann rechnet man periphrastische Bildungen zur Morphologie, nicht zur Syntax (Chumakina & Corbett (eds.) 2012).
Prototypisch für Periphrasen sind Verbalperiphrasen wie die zuletzt genannten. Sie kommen in vielen Sprachen vor; oft ist die gesamte Konjugation periphrastisch. Daher wird der Begriff der Periphrase oft auf die Verbalperiphrase eingeengt.